# (74168) 1998 RK2
(74168) 1998 RK2 – planetoida z pasa głównego asteroid okrążająca Słońce w ciągu 4,59 lat w średniej odległości 2,76 j.a. Odkryta 15 września 1998 roku.